# قسم دهرم الريفي (مقاطعة فراشبند)
قسم دهرم الريفي (بالفارسية: دهستان دهرم) هي منطقة سكنية تقع في Dehram District في إيران. يقدر عدد سكانها بـ 4,630 نسمة .